# Boston Marathon 1975
De Boston Marathon 1975 werd gelopen op maandag 21 april 1975. Het was de 79e editie van deze marathon.
Bij de mannen passeerde de Amerikaan Bill Rodgers als eerste de finish in 2:09.56. De Duitse Liane Winter won bij de vrouwen. Met haar tijd van 2:42.24 verbeterde ze niet allen het parcoursrecord, maar ook het wereldrecord bij de marathon.
In totaal finishten er 1848 marathonlopers, waarvan 1820 mannen en 28 vrouwen.

## Uitslagen

### Mannen
| rang   | naam              | land | tijd    |
| ------ | ----------------- | ---- | ------- |
| Goud   | Bill Rodgers      | USA  | 2:09.56 |
| Zilver | Steve Hoag        | USA  | 2:11.55 |
| Brons  | Tom Fleming       | USA  | 2:12.06 |
| 4      | Thomas Howard     | CAN  | 2:13.24 |
| 5      | Ron Hill          | ENG  | 2:13.29 |
| 6      | James Stanley     | USA  | 2:14.55 |
| 7      | Russell Pate      | USA  | 2:15.23 |
| 8      | Peter Fredriksson | SWE  | 2:15.39 |
| 9      | Mario Cuevas      | MEX  | 2:16.04 |
| 10     | Andy Boychuk      | CAN  | 2:16.14 |

### Vrouwen
| rang   | naam             | land | tijd    |
| ------ | ---------------- | ---- | ------- |
| Goud   | Liane Winter     | GER  | 2:42.24 |
| Zilver | Kathrine Switzer | USA  | 2:51.37 |
| Brons  | Gayle Barron     | USA  | 2:54.11 |
| 4      | Marilyn Bevans   | USA  | 2:55.52 |
| 5      | Merry Cushing    | USA  | 2:56.57 |
| 6      | Kathy Loper      | USA  | 2:59.10 |
| 7      | Marilyn Paul     | USA  | 2:59.37 |
| 8      | Joan Ullyot      | USA  | 3:02.20 |
| 9      | Judy Leydig      | USA  | 3:02.54 |
| 10     | Janice Arenz     | USA  | 3:03.03 |

1897 ·
1898 ·
1899 ·
1900 ·
1901 ·
1902 ·
1903 ·
1904 ·
1905 ·
1906 ·
1907 ·
1908 ·
1909 ·
1910 ·
1911 ·
1912 ·
1913 ·
1914 ·
1915 ·
1916 ·
1917 ·
1918 ·
1919 ·
1920 ·
1921 ·
1922 ·
1923 ·
1924 ·
1925 ·
1926 ·
1927 ·
1928 ·
1929 ·
1930 ·
1931 ·
1932 ·
1933 ·
1934 ·
1935 ·
1936 ·
1937 ·
1938 ·
1939 ·
1940 ·
1941 ·
1942 ·
1943 ·
1944 ·
1945 ·
1946 ·
1947 ·
1948 ·
1949 ·
1950 ·
1951 ·
1952 ·
1953 ·
1954 ·
1955 ·
1956 ·
1957 ·
1958 ·
1959 ·
1960 ·
1961 ·
1962 ·
1963 ·
1964 ·
1965 ·
1966 ·
1967 ·
1968 ·
1969 ·
1970 ·
1971 ·
1972 ·
1973 ·
1974 ·
1975 ·
1976 ·
1977 ·
1978 ·
1979 ·
1980 ·
1981 ·
1982 ·
1983 ·
1984 ·
1985 ·
1986 ·
1987 ·
1988 ·
1989 ·
1990 ·
1991 ·
1992 ·
1993 ·
1994 ·
1995 ·
1996 ·
1997 ·
1998 ·
1999 ·
2000 ·
2001 ·
2002 ·
2003 ·
2004 ·
2005 ·
2006 ·
2007 ·
2008 ·
2009 ·
2010 ·
2011 ·
2012 ·
2013 ·
2014 ·
2015 ·
2016 ·
2017 ·
2018 ·
2019 ·
2020 ·
2021 ·
2022